# Morro do Imperador
O Morro do Imperador (conhecido popularmente como Morro do Cristo) é uma atração turística de Juiz de Fora, Minas Gerais.
Localizado em um dos pontos mais altos da cidade, encanta pela beleza cênica e o contato com a natureza, situado a 923 m do nível do mar, sendo assim denominado devido à visita, em 1861, de D. Pedro II a Juiz de Fora, que subiu o morro para apreciar a vista da cidade. Em comemoração à virada do século XIX para o século XX, foi construída ali uma capela, e, em 1906, um monumento ao Cristo Redentor.
De frente ao monumento está o Mirante Salles de Oliveira, com vista panorâmica para grande parte da cidade.

Lá também encontra-se a primeira torre helicoidal na América do Sul, que proporcionou à extinta TV Industrial o pioneirismo em geração de imagens no interior de Minas Gerais.

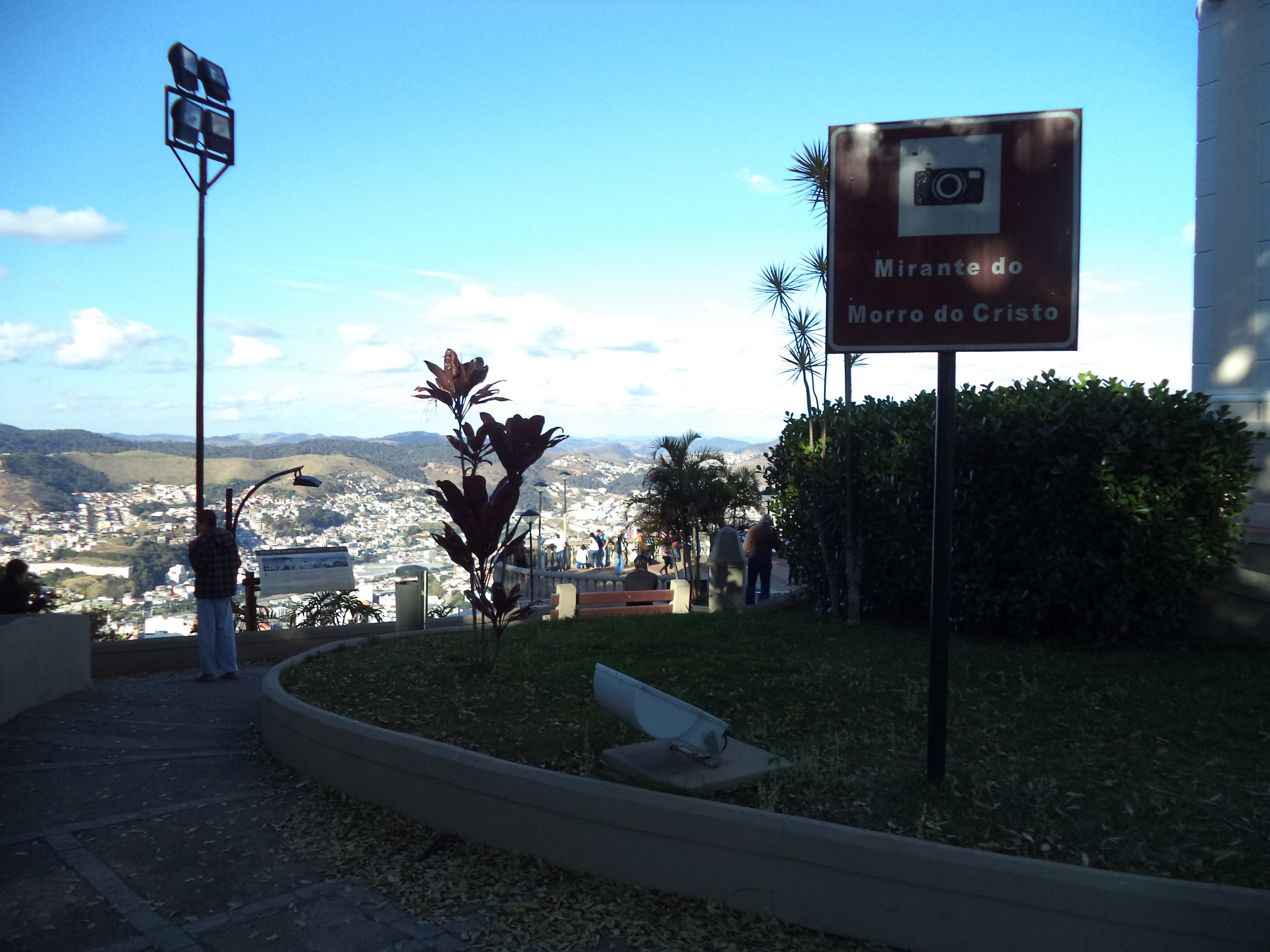
Placa indicativa
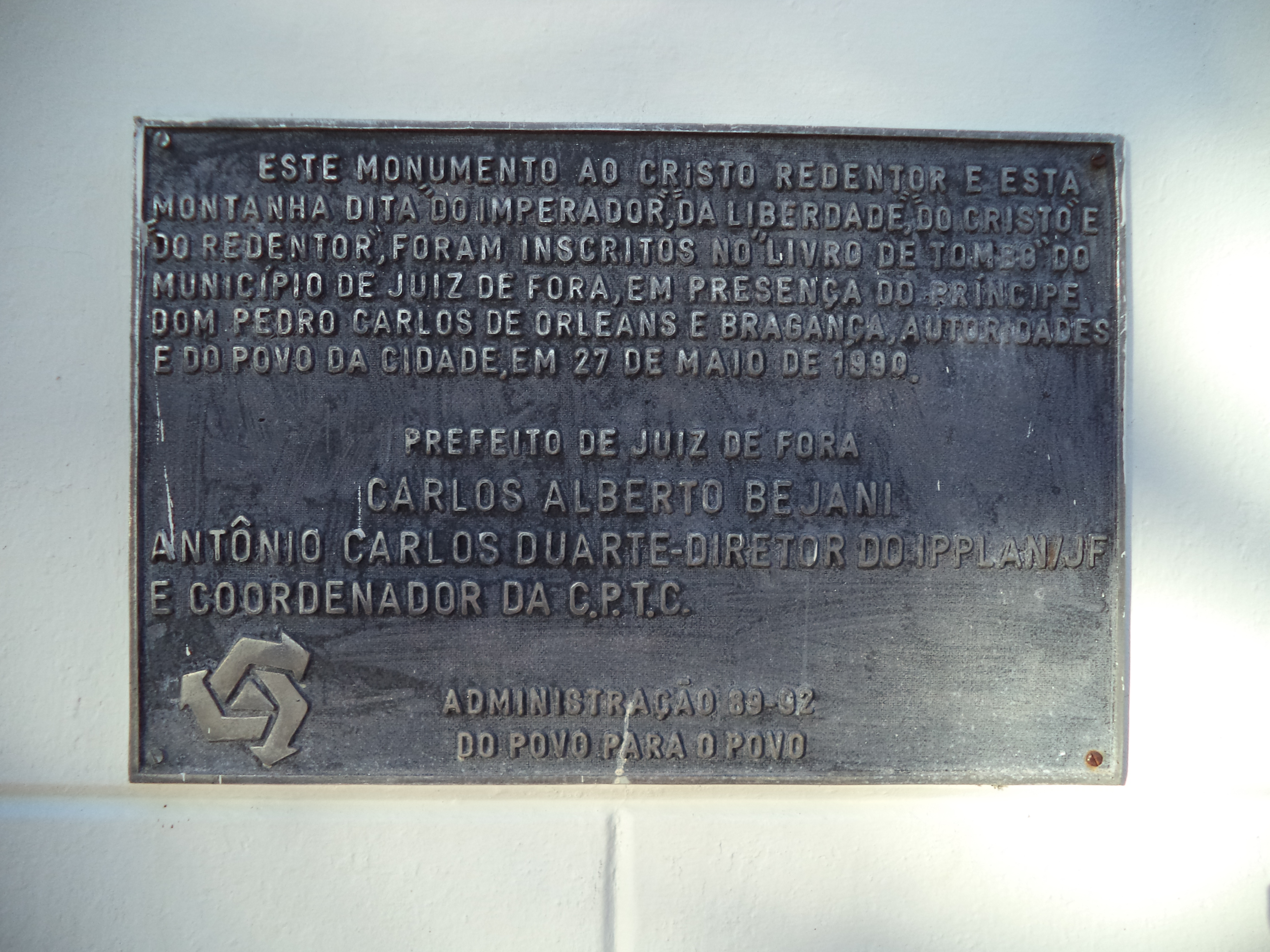
Placa de inauguração
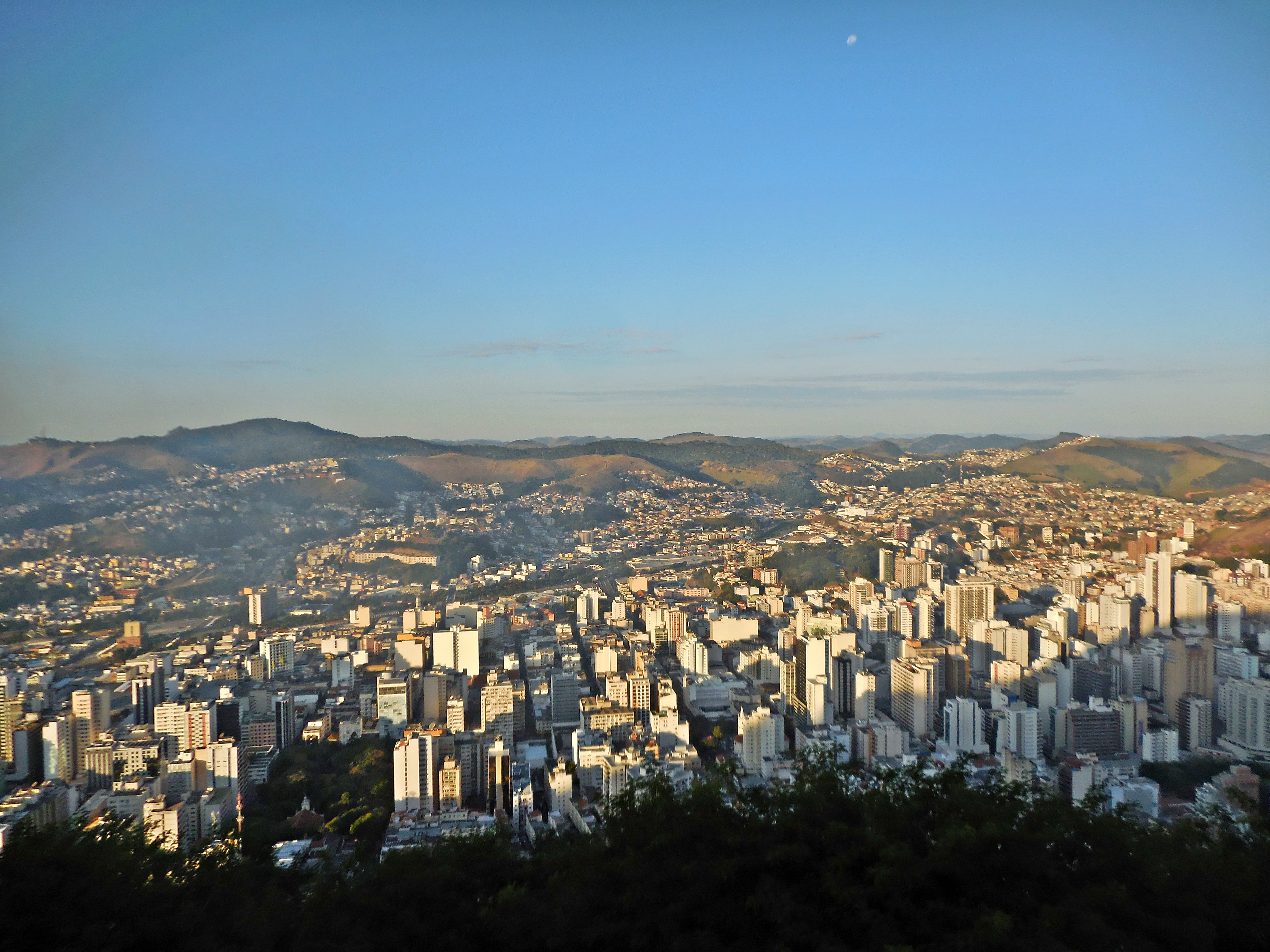
Vista de Juiz de Fora a partir do Morro do Imperador